# Жанна де Бурбон
Жанна де Бурбон (фр. Jeanne de Bourbon; нар. 3 лютого 1338, Венсен, Валь-де-Марн, Франція — пом. 6 лютого 1378, Париж, Франція) — королева Франції, дочка П'єра I, герцога де Бурбон та Ізабелли де Валуа, дочки Карла Валуа і Матильди де Шатільон. Дружина Карла V Мудрого.

## Життєпис

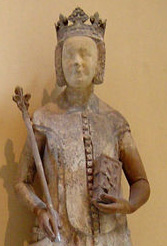

Жанна де Бурбон народилася 1338 року в замку Венсен через два тижні після свого кузена, майбутнього короля Франції, Карла V Мудрого. Обидві дитини були хрещені в церкві Монтрейль одного і того ж дня.
8 квітня 1350 року Жанна де Бурбон одружилася з Карлом Валуа (1338–1380), майбутнім королем Франції Карлом V Мудрим (1364–1380). У 1364 році вона стала королевою Франції.
У той час, коли Жанна була ще дружиною дофіна, Карл оголосив про свій зв'язок з Бетті де Кассінель. Але після своєї коронації, яка відбулася 19 травня 1364 року, король став вельми наближеним до дружини, і подружжя зблизилися. Згодом Карл завжди цікавився думкою Жанни з будь-якого питання.
Жанна де Бурбон померла на 41-у році життя при народженні дочки Катерини 1378 року. Жан Фруассар говорив про цю подію так: «Коли королева була вагітна, лікарі заборонили їй купатися, їй був протипоказаний прийом ванни. Незважаючи на їх заборону, вона захотіла купатися і звідти прийшло зло смерті».
Карл був дуже засмучений смертю Жанни. «Вона — моє гарне світло і сонце мого королівства», — говорив він. Христина Пізанська писала про королівську жалобу так: «Король був дуже сумний після смерті королеви; незважаючи на його велику мужність, смерть Жанни заподіяла йому таку велику біль і тривала вона так довго, що ніколи більше люди не бачили подібної жалоби, бо вони кохали один одного, дуже кохали».

## Сім'я та діти
Чоловік — Карл V Мудрий (1338–1380), син короля Франції Жана II Доброго
Діти:
1. Жанна (1357–1360);
2. Жан (1359–1364);
3. Бонна (1360–1360);
4. Жанна (1366–1366);
5. Жан (1366–1366);
6. Карл VI Божевільний (1368–1422), король Франції;
7. Марія (1370–1377);
8. Людовик I Орлеанський (1372–1407), герцог Орлеанський, засновник Орлеанської гілки дому де Валуа. Його онук зійшов на престол Франції під ім'ям Людовіка XII;
9. Ізабелла (1373–1378);
10. Катерина (1378–1388).